# Sylvia Ratnasamy
Sylvia Ratnasamy (nacida en 1976) es una informática teórica belga-india. Es conocida por ser una de las inventoras de la tabla de hash distribuida (DHT). Su tesis doctoral propuso la Content Addressable Network, uno de los DHT originales. Acrualmente se desempeña como profesora asociada en la Universidad de California en Berkeley.

## Carrera profesional
Ratnasamy se graduó como ingeniera en la Universidad Savitribai Phule Pune, en Pune, India, en 1997. Comenzó su doctorado en la Universidad de California en Berkeley, con Scott Shenker como su tutor mientras trabajaba en el International Computer Science Institute. Obtuvo su título de doctorado en 2002.
Para su tesis doctoral, designó e implementó los que sería más tarde conocido como una de las cuatro originales tablas de hash distribuidas, la Content Addressable Network (CAN).
Ratnasamy fue investigadora principal en los laboratorios Intel hasta 2011, cuando fue designada como profesora asistente en la Universidad de California en Berkeley. En los últimos años, Ratnasamy ha enfocado su investigación hacia redes programables incluyendo el software del router RouteBricks, y trabajo pionero en virtualización de funciones de red.

## Vida personal
Ratnasamy vive en Berkeley, California, Estados Unidos junto a su familia. Su padre es el renombrado químico Paul Ratnasamy.

## Premios
Ratnasamy ha recibido numerosos premios, entre ellos:
- Premio Grace Murray Hopper
- Sloan Fellowship
- Premio ACM SIGCOMM Test-of-Time
- Premio ACM SIGCOMM Rising Star